# Barnum Brown
Pour les articles homonymes, voir Brown.
Barnum Brown (1873-1963) est un pionnier de la « ruée vers les dinosaures » au Canada. Originaire d'une famille de pionniers américains, sa passion pour les dinosaures remonte à ses 16 ans quand, avec son père, il part pour un long voyage de 5 000 km jusque dans les montagnes du Montana. Plus tard, encore étudiant, il découvre un crâne de tricératops en parfait état. Il se fait alors un nom parmi les chasseurs de dinosaures. Le directeur du muséum de New York finit par l'embaucher. En 1902 et 1908 il découvre des squelettes de T. rex (aujourd'hui exposés au muséum de Pittsburgh).
En 1909, c’est le tournant de son histoire lorsque le propriétaire d'un ranch canadien lui fait part des découvertes de fossiles qu’il a faites sur ses terres. Barnum décide alors de se rendre sur place. Ses recherches le conduisent vers le nord du Canada et dans la rivière Red Deer (province d’Alberta). Les fossiles étant encastrés dans les hautes falaises bordant la rive, il fallait les localiser correctement afin de les atteindre. Barnum a alors l'idée géniale de se servir d'une péniche à fond plat contenant tous les équipements nécessaires et de la remorquer le long de la rivière. C’est ainsi que lui et son équipe découvrent les zones à creuser, invisibles du haut des falaises. Malgré les rapides et autres aléas, Barnum découvre de nombreux dinosaures. Il donne son nom à de nombreuses espèces rattachées au genre Ankylosaurus, Kritosaurus ou Anchiceratops. Toute une salle du fameux Muséum d'Histoire Naturelle de New York est en fait un monument à Barnum Brown. Elle présente la plus grande exposition de dinosaures du Crétacé.

## Source
- Magazine Dinosaures, sur les traces des géants de la préhistoire